# Citroën C6 (Chine)
Cet article concerne la Citroën C6 produite à partir de 2016 destiné au marché chinois. Pour le modèle antérieur produit entre 2005 et 2012, voir Citroën C6 (2005). Pour la Citroën type C6 produite de 1929 à 1932, voir Citroën Type C6.
La Citroën C6 est une grande routière commercialisée depuis 2016 par le constructeur automobile français Citroën en Chine. Elle est produite avec le constructeur chinois Dongfeng Motor dans le cadre de la coentreprise Dongfeng Peugeot-Citroën Automobiles.

## Présentation
Cette nouvelle génération de C6 apparait d'abord sous forme de teasers diffusés début mars 2016 par Citroën. L'extérieur et l'intérieur sont révélés à la suite d'une présentation en Chine devant un public restreint, le 12 avril. La C6 est enfin présentée officiellement au salon automobile de Pékin le 25 du même mois.

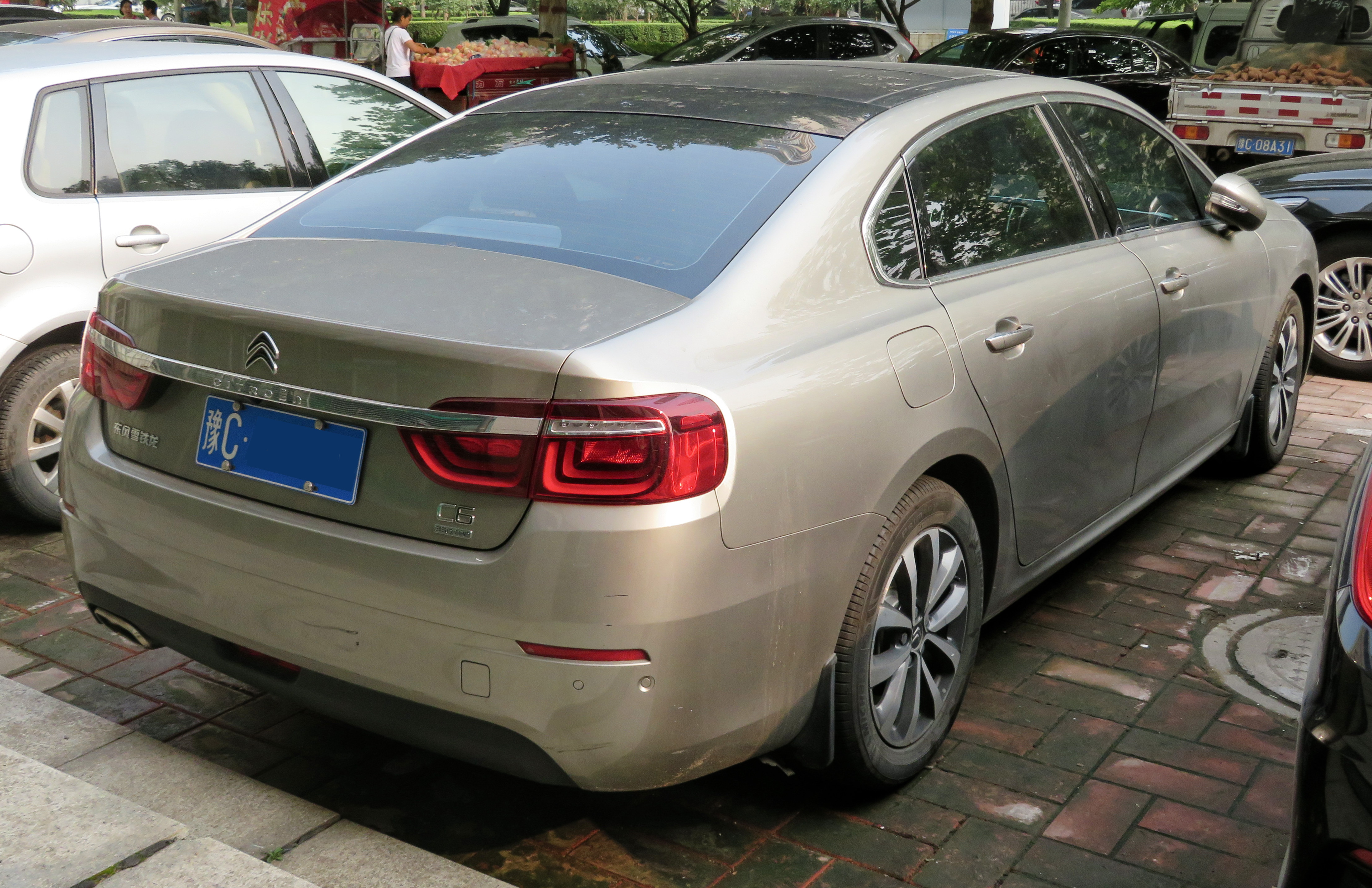
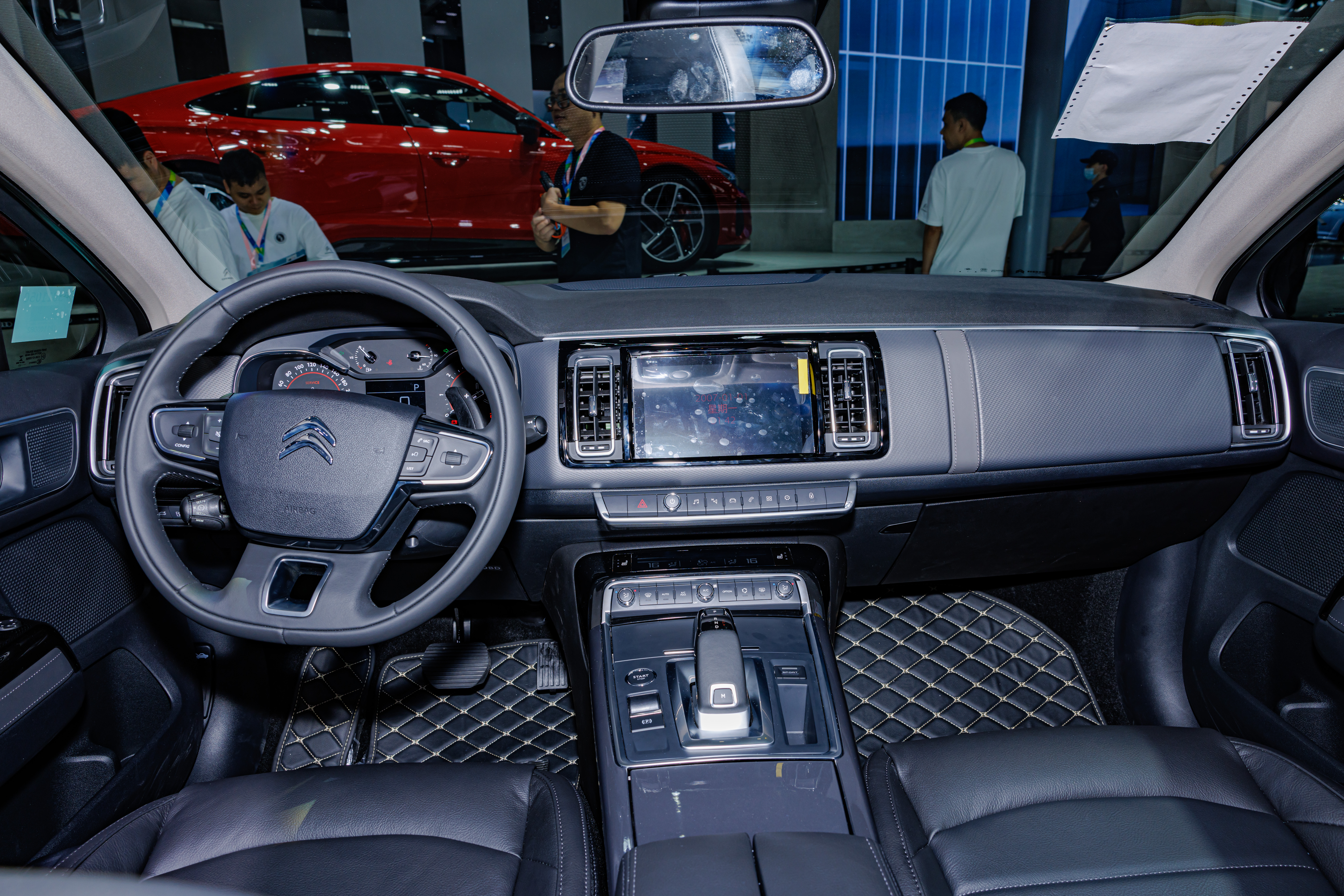

## Style

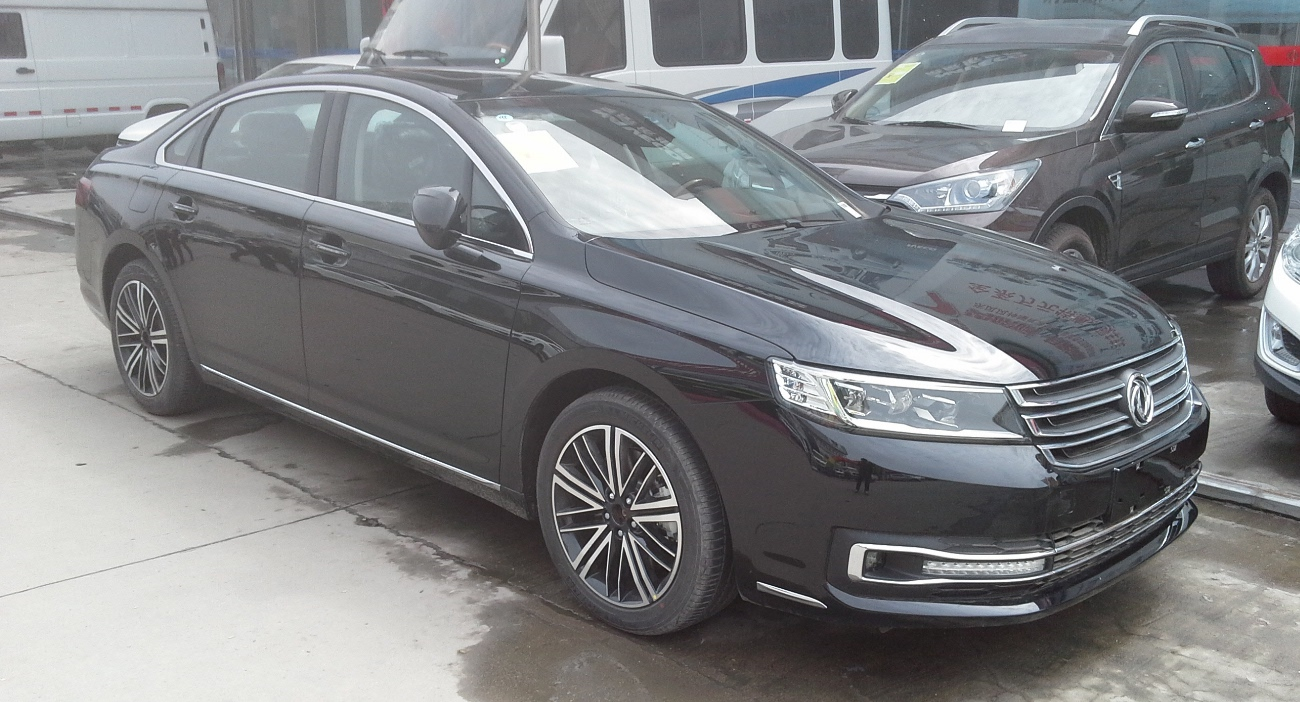
Dongfeng Fengshen A9.

Comme sa cousine Dongfeng Fengshen A9, la C6 est conçue par les équipes de DPCA à partir d'une base rallongée de Peugeot 508 I, dont elle reprend notamment le pare-brise et les portes avant,,. Elle s'affiche comme une grande berline classique, longue d'environ 5 m pour un empattement de 2,9 m.

## Mécanique
|                            | 1.6                    | 1.8                    |
| -------------------------- | ---------------------- | ---------------------- |
| Types moteurs              | EP6                    | EP8                    |
| Cylindrée                  | 1 590 cm3              | 1 751 cm3              |
| Alésage (mm) / Course (mm) |                        |                        |
| Puissance maxi             | 167 ch à 6 000 tr/min  | 204 ch à 5 500 tr/min  |
| Couple maxi                | 245 N m à 1 400 tr/min | 280 N m à 1 400 tr/min |
| Boîte de vitesses          | BVA6 (AT6 3)           | BVA6 (AT6 3)           |
| Vitesse maxi               | 215                    | 235                    |
| 0-100 km/h                 | 9,7                    | 8,9                    |
| Consommation (en L/100 km) |                        |                        |
| Émissions de CO2 (en g/km) |                        |                        |

## Ventes
| Année | Chine |
| ----- | ----- |
| 2016  | 4 079 |
| 2017  | 5 915 |
| 2018  | 3 925 |
| 2019  | 2 431 |
| 2020  | 1 573 |
| 2021  | 7 877 |
| 2022  | 2 895 |